# Guardians (album)
Guardians è il nono album in studio del gruppo musicale statunitense August Burns Red, pubblicato nel 2020.

## Tracce
Testi di Brent Rambler, eccetto dove indicato.
1. The Narrative – 4:09 (musica: Dustin Davidson)
2. Bones – 4:15 (musica: JB Brubaker)
3. Paramount – 4:48 (testo: Matt Greiner – musica: Brubaker)
4. Defender – 4:21 (testo: Greiner – musica: Brubaker)
5. Lighthouse – 4:13 (testo: Greiner – musica: Davidson)
6. Dismembered Memory – 4:09 (musica: Davidson)
7. Ties That Bind – 4:18 (musica: Davidson)
8. Bloodletter – 3:40 (musica: Davidson, Brubaker)
9. Extinct by Instinct – 4:43 (musica: Davidson)
10. Empty Heaven – 4:25 (musica: Brubaker)
11. Three Fountains – 6:21 (musica: Brubaker)

## Formazione
- Jake Luhrs – voce
- JB Brubaker – chitarra
- Brent Rambler – chitarra
- Dustin Davidson – basso, cori
- Matt Greiner – batteria, piano